# مارتین اسکیل وینگ

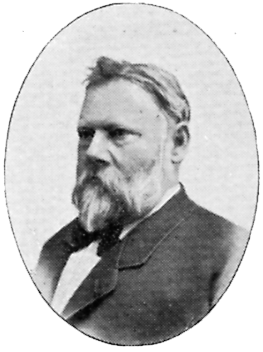
تصویری از مارتین اسکیل وینگ

مارتین اسکیل وینگ  (سوئدی: Mårten Eskil Winge؛ ۲۱ سپتامبر ۱۸۲۵ – ۲۲ مارس ۱۸۹۶) نقاشی سوئدی بود که به خصوص برای تابلوهایی که در مورد اساطیر اسکاندیناوی نقاشی کرده‌است، شناخته شده. او یک استاد در آکادمی سلطنتی هنر سوئد بود. نقاشی‌های وی تحت تأثیر آثار نیلز بلومر و کارل واهلبوم و در ارتباط با مدرسه نقاشی دوسلدورف بود.

## نگارخانه

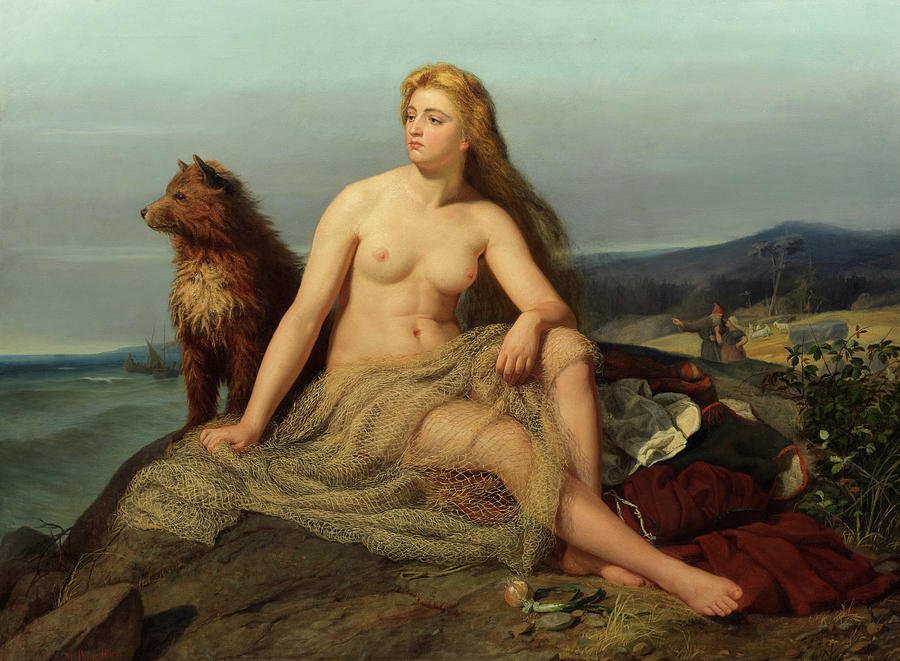
کراکا (۱۸۶۲)
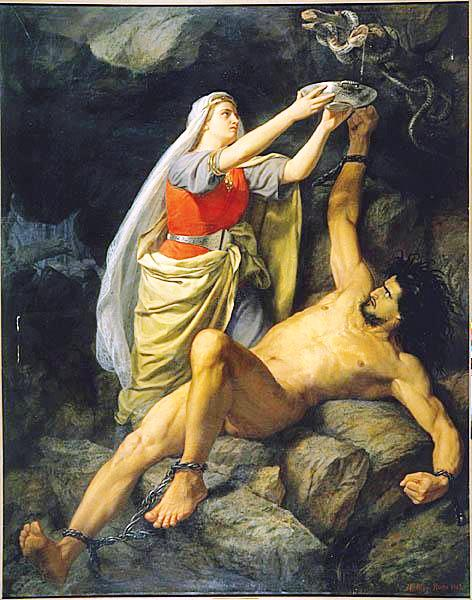
لوکی و یونیسریوس (۱۸۶۳)
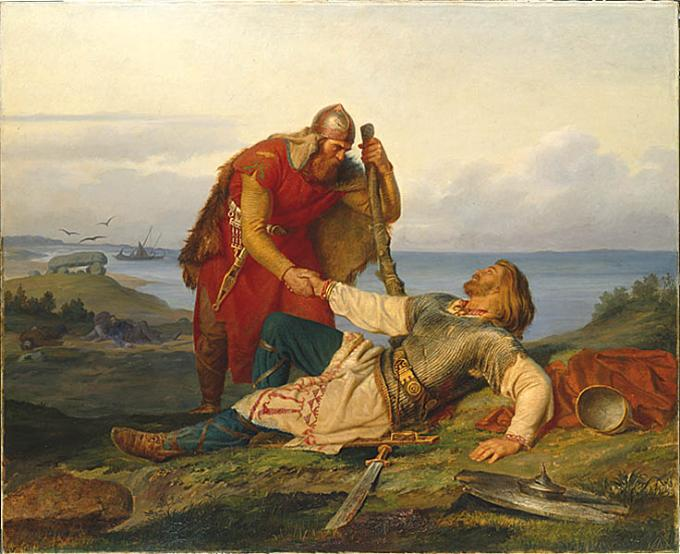
یالمار'وداع با اوروارادر پس از نبرد سامسو (۱۸۶۶)
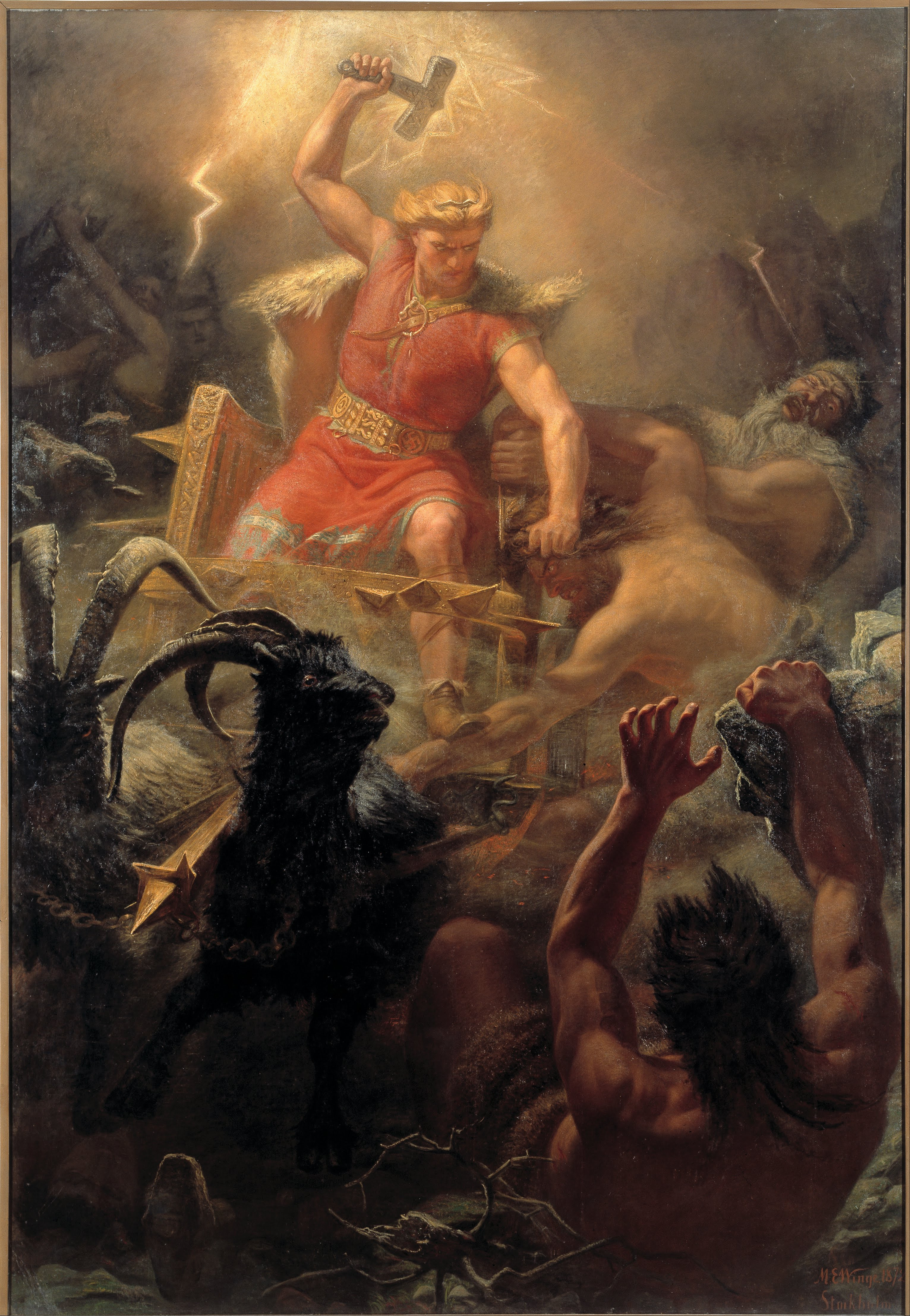
مبارزه ثور با یوتون‌ها (۱۸۷۲)